# 바카제
바카제(핀란드어: Vakkajuhlat 바카유흘라트[*])는 핀란드 이교에서 천공신 우코를 숭배하던 연례축제였다.
싹이 트는 5월에, 공동체에서 신성하게 여기는 숲이나 샘 같은 곳에서 행해졌다. 대개 동물을 제물로 바쳤으며, 이후 제물로 바쳐진 술과 음식을 먹거나 대접했다. 맑은 날씨와 풍작을 기원하는 제사였던 것으로 추측된다. 춤도 췄다고 한다.
기독교가 전해진 이후 다른 모든 전통종교의식들은 우상숭배라고 금지당했으나, 바카제만은 지속되었다. 1542년-1547년 기록에 사보의 농민들이 토르를 숭배하는 축제를 벌인다고 기록된 것이 최초 기록 사례다(당시 핀란드를 지배하던 스웨덴인들은 우코를 노르드 신화의 천둥신 토르와 동일시했다). 이후 핀란드의 종교개혁가 미카엘 아그리콜라의 기록에서도 등장하는데, 아그리콜라는 이것을 우상숭배의 연장선에서 이해했다. 1670년대에도 축제가 이루어지며 농민들이 그것을 죄악으로 여기지 않는다는 보고들이 여러 번 반복된다. 일부 지역에서는 늦으면 1910년대까지 이 풍습이 지속되었다고 한다.

## 같이 보기
- 페이야이세트

## 참고 자료
- Haavio, Martti (1967). Suomalainen mytologia. Porvoo, Helsinki: WSOY.